# 1476
Il 1476 (MCDLXXVI in numeri romani) è un anno bisestile del XV secolo.

## Eventi
- Viene fondata l'Università di Magonza.
- Introduzione della stampa in Inghilterra grazie a William Caxton.
- Il Granducato di Mosca smette di pagare i tributi all'Orda d'oro.
- Rivolta contadina in Turingia.
- 10 agosto – Le prime Romite ambrosiane emettono i loro voti, dando vita al ramo femminile dell'Ordine di Sant'Ambrogio ad Nemus.
- 26 dicembre – Il duca di Milano, Galeazzo Maria Sforza, viene assassinato sul sagrato della chiesa milanese di Santo Stefano.

## Nati
- 29 gennaio - Giuliano Bugiardini, pittore italiano († 1555)
- 15 febbraio - Giovita Ravizza, grammatico e letterato italiano († 1553)
- 12 marzo - Anna Jagellona, principessa polacca († 1503)
- 12 maggio - Lorenzo da Villamagna, presbitero italiano († 1535)
- 19 maggio - Elena di Mosca, principessa russa († 1513)
- 28 giugno - Papa Paolo IV, papa, vescovo cattolico e cardinale italiano († 1559)
- 20 luglio - Jacopo Nardi, letterato e drammaturgo italiano († 1563)
- 21 luglio - Alfonso I d'Este, nobile, mecenate e politico italiano († 1534)
- 21 luglio - Anna Maria Sforza, nobile italiana († 1497)
- 28 agosto - Kanō Motonobu, pittore giapponese († 1559)
- 6 settembre - Antonio Dolciati, religioso italiano († 1530)
- 11 settembre - Luisa di Savoia, nobile († 1531)
- 19 ottobre - Venanzio da Varano, condottiero e politico italiano († 1503)
- 26 ottobre - Yi Gi, politico coreano († 1552)
- 13 dicembre - Lucia Broccadelli da Narni, mistica italiana († 1544)
- 25 dicembre - Luisa de' Medici, italiana († 1488)
- Ahmad Beg, principe ottomano († 1497)
- Guglielmo Albimonte, condottiero italiano († 1532)
- Ayşe Hatun, principessa ottomana († 1539)
- Pantasilea Baglioni, nobildonna italiana († 1537)
- Ermes Bentivoglio, nobile italiano († 1513)
- Giovanni Borgia, II duca di Gandia, nobile e militare italiano († 1497)
- Cecilia Månsdotter Eka, nobildonna svedese († 1523)
- Andrea Della Rena, umanista italiano († 1517)
- Gonzalo Fernández de Oviedo y Valdés, storico e naturalista spagnolo († 1557)
- Bonifacio Ferrero, cardinale e vescovo cattolico italiano († 1543)
- Ettore Fieramosca, condottiero italiano († 1515)
- William FitzAlan, XVIII conte di Arundel, nobile inglese († 1544)
- Lorenzo di Mariano, scultore italiano († 1534)
- Gerolamo Genga, pittore, architetto e scultore italiano († 1551)
- Nicola Giolfino, pittore italiano († 1555)
- Caterina Gonzaga di Montevecchio, nobile italiana
- Cesare Gonzaga, militare e letterato italiano († 1512)
- Angelo Macrini, religioso italiano († 1534)
- Bernardo Antonio de' Medici, vescovo cattolico e ambasciatore italiano († 1552)
- Hugo de Moncada, nobile, politico e militare spagnolo († 1528)
- Fabio Orsini, condottiero italiano († 1503)
- Leone Sforza, conte italiano († 1496)
- Pierre Terrail de Bayard, condottiero e cavaliere medievale francese († 1524)
- Jacopo Torni, scultore, architetto e pittore italiano († 1526)
- Carlo I di Münsterberg-Oels, nobile boemo († 1536)

## Morti
- 14 gennaio - Anna di York, nobile (n. 1439)
- 23 febbraio - Pietro Mocenigo, doge (n. 1406)
- 10 marzo - Simon de Lalaing, generale olandese (n. 1405)
- 14 marzo - Bosio I Sforza, condottiero italiano (n. 1411)
- 28 marzo - Giacomo Oliva, religioso italiano
- 26 aprile - Simonetta Vespucci, italiana (n. 1453)
- 5 maggio - Bartolomeo Roverella, cardinale italiano (n. 1406)
- 8 giugno - Giovanni Battista Orsini, nobile italiano
- 6 luglio - Regiomontano, matematico, astronomo e astrologo tedesco (n. 1436)
- 18 luglio - Filippo Calandrini, cardinale e vescovo cattolico italiano (n. 1403)
- 19 luglio - Pierfrancesco de' Medici il Vecchio, banchiere italiano (n. 1430)
- 11 agosto - Margherita d'Este, nobile italiano (n. 1411)
- 20 agosto - Francesco Agnifili, vescovo cattolico italiano
- 23 agosto - Caterina di Sassonia, nobile (n. 1421)
- 4 settembre - Niccolò d'Este, nobile italiano (n. 1438)
- 8 settembre - Giovanni II d'Alençon, condottiero francese (n. 1409)
- 9 ottobre - Stefan III Branković, santo serbo
- 30 ottobre - Giovanni Cossa, nobile italiano (n. 1400)
- 9 novembre - Amico Agnifili, cardinale e vescovo cattolico italiano (n. 1398)
- 11 novembre - Rodrigo Manrique, nobile spagnolo (n. 1406)
- 28 novembre - Giacomo della Marca, presbitero, santo e francescano italiano (n. 1393)
- 1º dicembre - Agnese di Borgogna, duchessa (n. 1407)
- 12 dicembre - Federico I del Palatinato, nobile tedesco (n. 1425)
- 22 dicembre - Isabella Neville, principessa britannica (n. 1451)
- 26 dicembre - Giovanni Andrea Lampugnani, nobile italiano
- 26 dicembre - Galeazzo Maria Sforza, italiano (n. 1444)
- 26 dicembre - Carlo Visconti, politico italiano
- Malatesta Ariosto, scrittore italiano (n. 1410)
- Giorgio VIII di Georgia, re (n. 1417)
- Antonio Biassa, politico e ammiraglio italiano
- Zanetto Bugatto, pittore italiano
- Francesco Calcagnini, politico e letterato italiano (n. 1405)
- Caterina di Challant, nobile italiana
- John Fortescue, giurista e politico inglese (n. 1385)
- Battista de Luco, mercante italiano
- Mōri Toyomoto, militare giapponese (n. 1444)
- Arnold Pannartz, monaco cristiano e tipografo ceco
- Raffaele I di Costantinopoli, arcivescovo ortodosso serbo
- Rāmānanda, filosofo indiano (n. 1400)
- Shō En, re giapponese (n. 1415)
- Manfredo I da Correggio, condottiero e politico italiano
- Isabelle de Beauvau, nobildonna francese

## Calendario
| Calendario 1476 | Calendario 1476 | Calendario 1476 | Calendario 1476 | Calendario 1476 | Calendario 1476 | Calendario 1476 | Calendario 1476 | Calendario 1476 | Calendario 1476 | Calendario 1476 | Calendario 1476 | Calendario 1476 | Calendario 1476 | Calendario 1476 | Calendario 1476 | Calendario 1476 | Calendario 1476 | Calendario 1476 | Calendario 1476 | Calendario 1476 | Calendario 1476 | Calendario 1476 | Calendario 1476 | Calendario 1476 | Calendario 1476 | Calendario 1476 | Calendario 1476 | Calendario 1476 | Calendario 1476 | Calendario 1476 | Calendario 1476 | Calendario 1476 |
| --------------- | --------------- | --------------- | --------------- | --------------- | --------------- | --------------- | --------------- | --------------- | --------------- | --------------- | --------------- | --------------- | --------------- | --------------- | --------------- | --------------- | --------------- | --------------- | --------------- | --------------- | --------------- | --------------- | --------------- | --------------- | --------------- | --------------- | --------------- | --------------- | --------------- | --------------- | --------------- | --------------- |
|                 | 1               | 2               | 3               | 4               | 5               | 6               | 7               | 8               | 9               | 10              | 11              | 12              | 13              | 14              | 15              | 16              | 17              | 18              | 19              | 20              | 21              | 22              | 23              | 24              | 25              | 26              | 27              | 28              | 29              | 30              | 31              |                 |
| Gennaio         | Lu              | Ma              | Me              | Gi              | Ve              | Sa              | Do              | Lu              | Ma              | Me              | Gi              | Ve              | Sa              | Do              | Lu              | Ma              | Me              | Gi              | Ve              | Sa              | Do              | Lu              | Ma              | Me              | Gi              | Ve              | Sa              | Do              | Lu              | Ma              | Me              |                 |
| Febbraio        | Gi              | Ve              | Sa              | Do              | Lu              | Ma              | Me              | Gi              | Ve              | Sa              | Do              | Lu              | Ma              | Me              | Gi              | Ve              | Sa              | Do              | Lu              | Ma              | Me              | Gi              | Ve              | Sa              | Do              | Lu              | Ma              | Me              | Gi              |                 |                 |                 |
| Marzo           | Ve              | Sa              | Do              | Lu              | Ma              | Me              | Gi              | Ve              | Sa              | Do              | Lu              | Ma              | Me              | Gi              | Ve              | Sa              | Do              | Lu              | Ma              | Me              | Gi              | Ve              | Sa              | Do              | Lu              | Ma              | Me              | Gi              | Ve              | Sa              | Do              |                 |
| Aprile          | Lu              | Ma              | Me              | Gi              | Ve              | Sa              | Do              | Lu              | Ma              | Me              | Gi              | Ve              | Sa              | Do              | Lu              | Ma              | Me              | Gi              | Ve              | Sa              | Do              | Lu              | Ma              | Me              | Gi              | Ve              | Sa              | Do              | Lu              | Ma              |                 |                 |
| Maggio          | Me              | Gi              | Ve              | Sa              | Do              | Lu              | Ma              | Me              | Gi              | Ve              | Sa              | Do              | Lu              | Ma              | Me              | Gi              | Ve              | Sa              | Do              | Lu              | Ma              | Me              | Gi              | Ve              | Sa              | Do              | Lu              | Ma              | Me              | Gi              | Ve              |                 |
| Giugno          | Sa              | Do              | Lu              | Ma              | Me              | Gi              | Ve              | Sa              | Do              | Lu              | Ma              | Me              | Gi              | Ve              | Sa              | Do              | Lu              | Ma              | Me              | Gi              | Ve              | Sa              | Do              | Lu              | Ma              | Me              | Gi              | Ve              | Sa              | Do              |                 |                 |
| Luglio          | Lu              | Ma              | Me              | Gi              | Ve              | Sa              | Do              | Lu              | Ma              | Me              | Gi              | Ve              | Sa              | Do              | Lu              | Ma              | Me              | Gi              | Ve              | Sa              | Do              | Lu              | Ma              | Me              | Gi              | Ve              | Sa              | Do              | Lu              | Ma              | Me              |                 |
| Agosto          | Gi              | Ve              | Sa              | Do              | Lu              | Ma              | Me              | Gi              | Ve              | Sa              | Do              | Lu              | Ma              | Me              | Gi              | Ve              | Sa              | Do              | Lu              | Ma              | Me              | Gi              | Ve              | Sa              | Do              | Lu              | Ma              | Me              | Gi              | Ve              | Sa              |                 |
| Settembre       | Do              | Lu              | Ma              | Me              | Gi              | Ve              | Sa              | Do              | Lu              | Ma              | Me              | Gi              | Ve              | Sa              | Do              | Lu              | Ma              | Me              | Gi              | Ve              | Sa              | Do              | Lu              | Ma              | Me              | Gi              | Ve              | Sa              | Do              | Lu              |                 |                 |
| Ottobre         | Ma              | Me              | Gi              | Ve              | Sa              | Do              | Lu              | Ma              | Me              | Gi              | Ve              | Sa              | Do              | Lu              | Ma              | Me              | Gi              | Ve              | Sa              | Do              | Lu              | Ma              | Me              | Gi              | Ve              | Sa              | Do              | Lu              | Ma              | Me              | Gi              |                 |
| Novembre        | Ve              | Sa              | Do              | Lu              | Ma              | Me              | Gi              | Ve              | Sa              | Do              | Lu              | Ma              | Me              | Gi              | Ve              | Sa              | Do              | Lu              | Ma              | Me              | Gi              | Ve              | Sa              | Do              | Lu              | Ma              | Me              | Gi              | Ve              | Sa              |                 |                 |
| Dicembre        | Do              | Lu              | Ma              | Me              | Gi              | Ve              | Sa              | Do              | Lu              | Ma              | Me              | Gi              | Ve              | Sa              | Do              | Lu              | Ma              | Me              | Gi              | Ve              | Sa              | Do              | Lu              | Ma              | Me              | Gi              | Ve              | Sa              | Do              | Lu              | Ma              |                 |